# Kevin Inkelaar
Kevin Inkelaar, né le 8 juillet 1997, est un coureur cycliste néerlandais, membre de l'équipe TDT-Unibet.

## Biographie

### Débuts cyclistes et carrière chez les amateurs
Kevin Inkelaar commence le cyclisme à l'âge de 12 ans au PRC Delta, près de Rotterdam. Il y court pendant quatre ans club, avant de rejoindre la structure belge Avia Crabbe Westhoek, pour ses années juniors.
Il est sélectionné en 2014 et 2015 pour représenter son pays lors des épreuves de la Coupe des Nations juniors. En 2015, il se distingue en terminant notamment deuxième du Tour du Valromey. Repéré par ses qualités de grimpeurs, il est ensuite recruté par l'équipe espoirs de Lotto-Soudal en 2016. Il met cependant un terme à sa saison dès le mois de mai en raison d'une collision avec une voiture à l'entraînement, dont il ressort avec une commotion cérébrale, un collapsus pulmonaire ainsi qu'une clavicule et sa mâchoire cassées.
En 2017, il a essentiellement un rôle de coéquipier sur les courses espoirs auprès de ses leaders Harm Vanhoucke et Bjorg Lambrecht. Il est toutefois huitième du Tour de Navarre et douzième du Tour de la Vallée d'Aoste, tout en ayant terminé septième de la première étape de montagne. En parallèle de sa carrière sportive, il termine ses études et obtient son diplôme en marketing et communication.

### Carrière professionnelle
En 2018, il intègre la nouvelle équipe continentale espagnole Polartec-Kometa, équipe formatrice lancée à l'initiative d'Alberto Contador.
Au second semestre 2019, il se classe quatrième du Tour d'Alsace.
Après une année de formation dans l'équipe continentale Groupama-FDJ, il intègre le niveau world tour

## Palmarès
- 2015
  - 2e du Tour du Valromey
- 2017
  - 1re étape de l'Okolo Jižních Čech (contre-la-montre par équipes)
- 2018
  - 1re étape du Tour de la Vallée d'Aoste
  - 2e du Tour de la Vallée d'Aoste
- 2019
  - 2e étape du Tour de la Vallée d'Aoste
  - 3e du Tour de la Vallée d'Aoste

## Résultats sur les grands tours

### Tour d'Espagne
1 participation
- 2020 : 138e

## Classements mondiaux
| Année                                 | 2017  | 2018  | 2019  | 2020  |
| ------------------------------------- | ----- | ----- | ----- | ----- |
| Classement mondial                    | 2220e | 1367e | 1251e | 1324e |
| UCI Europe Tour                       | 1455e | 848e  | 867e  | 1010e |
|                                       |       |       |       |       |
| Légende : nc = non classéSource : UCI |       |       |       |       |